# Мондраго (природний парк)
Природний парк Мондраго́ (кат. Parc natural de Mondragó) — природоохоронна територія, що розташована у південно-східній частині о. Мальорка (Балеарські о-ви) у муніципалітеті Сантаньї. 
Площа території парку складає 766 гектарів; 95 гектарів є суспільною власністю, а інша частина знаходиться на приватній території, яка має ділянки, що призначені для вирощування сільськогосподарських культур. Проголошений природним парком у грудні 1992 року.
Парк також є природною територією, що становить особливий інтерес (ANEI) і входить до мережі охоронних ділянок Natura 2000 як «Зона спеціального захисту птахів» (SPA) і «Ділянка громадської важливості» (SCI). 
На території парку знаходяться пляжі С'Амарадор і Кала-де-сес-Фонтс-н'Аліс (Кала Мондраго́), останній відзначений Блакитним прапором.

## Опис
Парк знаходиться на південно-східному узбережжі острова Мальорка у муніципалітеті Сантаньї.
Сільське господарство і тваринництво, безперечно, визначили форму ландшафту парку. Серед великої кількості архітектурних споруд, знайдених тут, кам'яні стіни сухої кладки і сільські сараї, які колись слугували тимчасовими притулками для людей, які обробляли тут поля. Ці споруди часто будувались за допомогою балок та мали конусоподібний дах («курукулл»). Рідше зустрічаються кам'яні схили тераси, які розташовувались поруч з руслами або в ярах. Інші традиційні споруди, такі як водяне колесо, орошувальні канави, ставки-відстійники і цистерни, пов'язані з використанням води.

## Характеристика

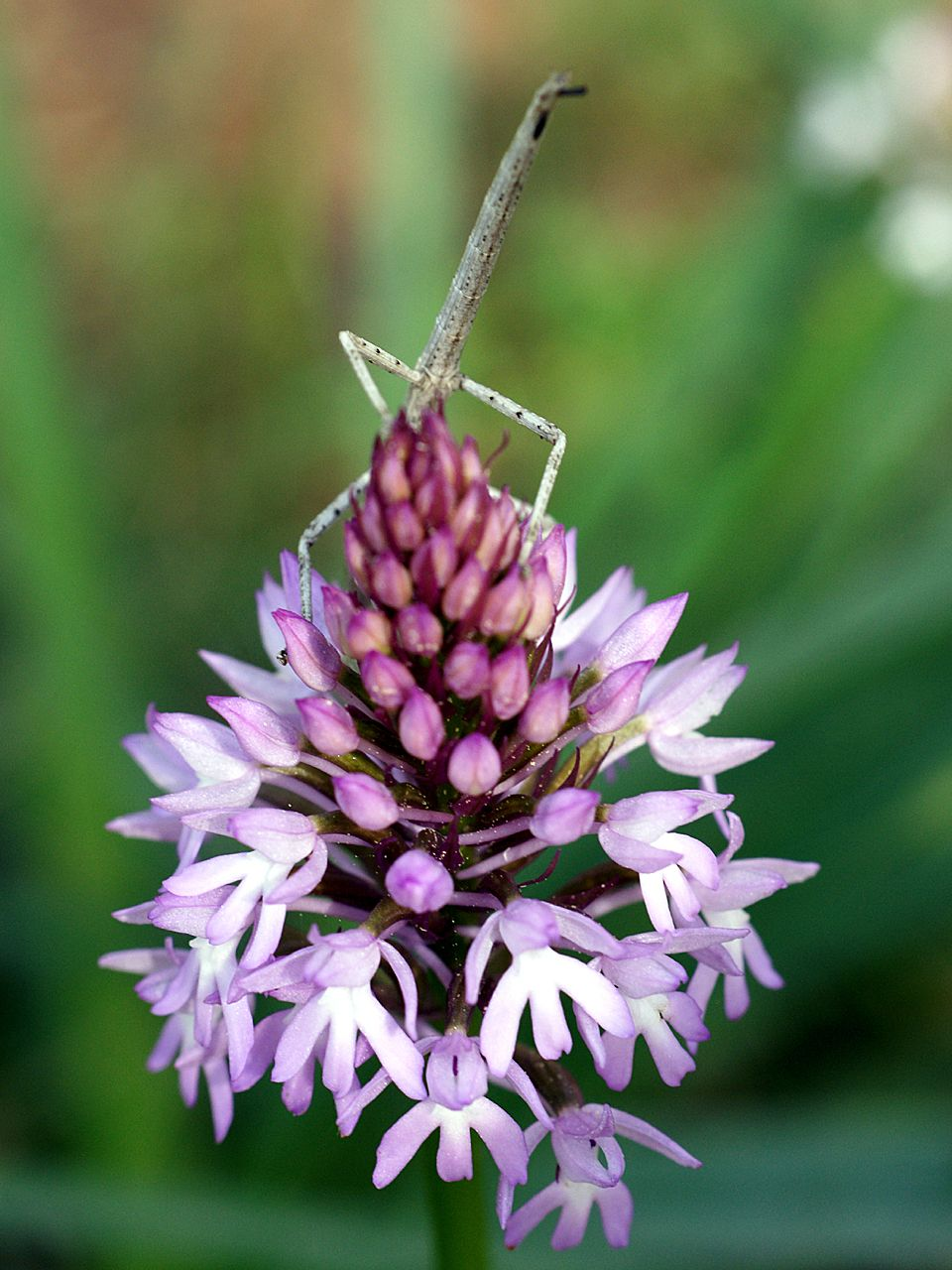
Плодоріжка пірамідальна (Anacamptis pyramidalis)

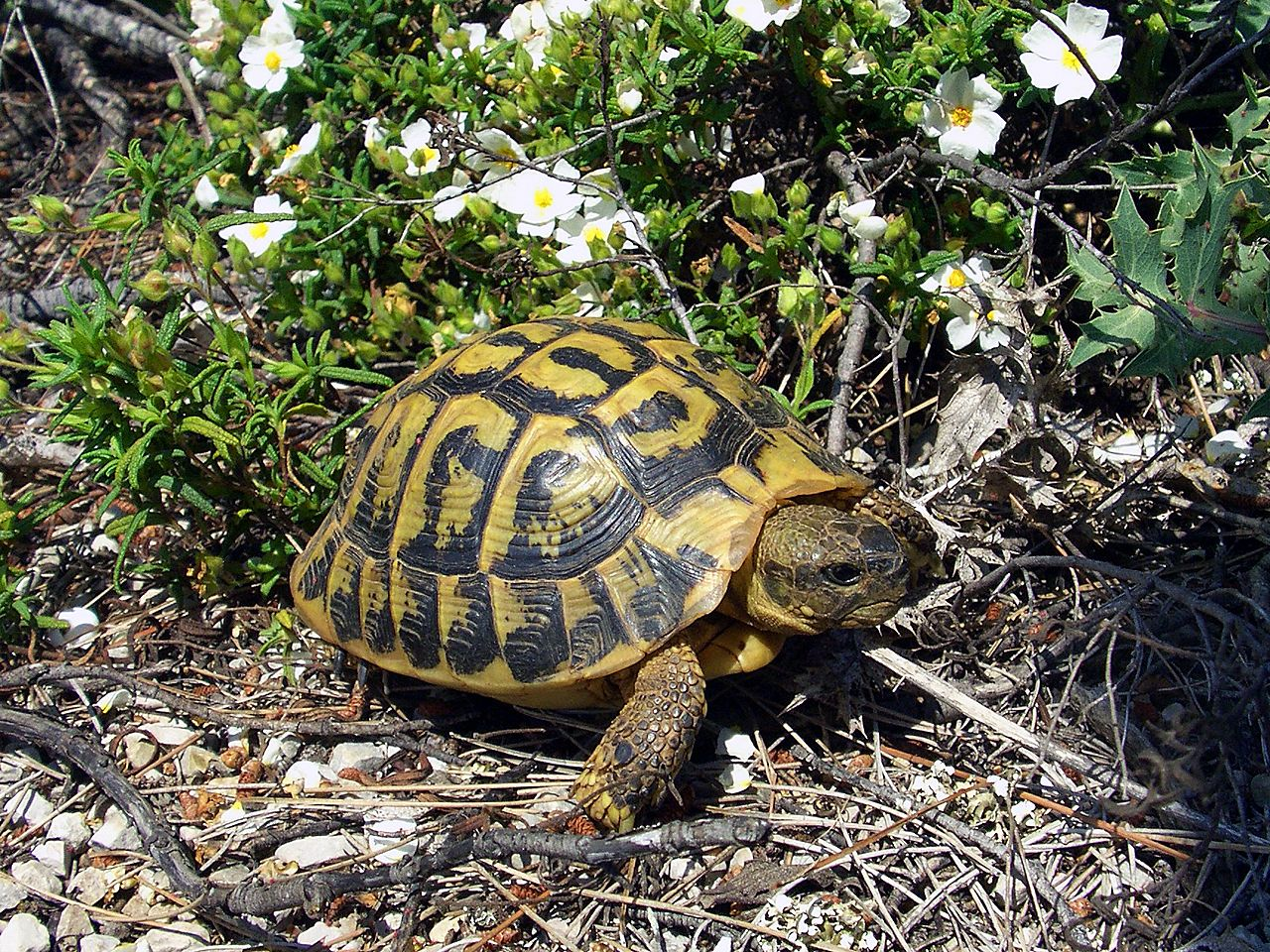
Черепаха Германа (Testudo hermanni)

Територію парку здебільшого вкрита пересохлими і кам'янистими полями. Тут зростають мигдаль (Prunus dulcis), ріжкове дерево (Ceratonia siliqua) та інжир (Ficus carica), а також зернові культури, зокрема ячмінь, овес і пшениця.
Через сухий клімат і бідні ґрунти тут переважають чагарники, серед яких представлені оливка європейська (Oleo-Ceratonion), а також її підвид оливка європейська дика (Olea europaea var. sylvestris), сосна алепська (Pinus halepensis), мастикове дерево (Pistacia lentiscus), філлірея (Phillyrea), скельна троянда (Cistus sp.), розмарин (Rosmarinus officinalis), вересові (Erica multiflora) і лаванда зубчаста (Lavandula dentata). У прибережній зоні поширені совнові гаї та ялівець фінікійський (Juniperus phoenicea). 
Серед чагарників рослин і в соснових гаїв зростають різні види орхідей, зокрема орхідея гігантська (Barlia robertiana), плодоріжка пірамідальна (Anacamptis pyramidalis), серапіас (Serapias sp.) та різні види родів офрис (Ophrys) і зозулинець (Orchis).
Фауна парку представлена такими видами ссавців, як їжак алжирський (Atelerix algirus), ласка (Mustela nivalis), генета звичайна (Genetta genetta) і куниця лісова (Martes martes), а також гризунів, як дикий кролик (Oryctolagus cuniculus), заєць іберійський (Lepus granatensis), миша лісова (Apodemus sylvaticus) та садова соня (Eliomys quercinus).
Серед птахів, що мешкають на території парку найбільше поширені лежень (Burhinus oedicnemus), припутень (Columba palumbus), горлиця звичайна (Streptopelia turtur), боривітер звичайний (Falco tinnunculus), одуд (Upupa epops) та інші невеликі птахи, зокрема синиця велика (Parus major) і кропив'янка (Sylvia sp.).
Біля підніжжя ярів зростає дуб кам'яний (Quercus ilex). Система дюн пляжу С'Амарадор представлена такими видами як миколайчики морські (Eryngium maritimum), молочай прибережний (Euphorbia paralias) і нарцис морський (Pancratium maritimum).
Також на території парку розташовані два солонуваті ставки, утворені потоками С'Амарадор і фонтаном Фонт-де-н'Аліс. У цих водоймах представлені очерет звичайний (Phragmites australis), ситник гострий (Juncus acutus) і кермекові (Limonium sp.). Іноді тут зустрічаються крижень (Anas platyrhynchos), курочка водяна (Gallinula chloropus), лиска (Fulica atra), мала біла чапля (Egretta garzetta) і чапля сіра (Ardea cinerea). У водоймах також мешкають вуж гадюковий (Natrix maura) і жаба піренейська (Rana perezi). Серед риб поширені лобань (Mugil cephalus), гамбузія звичайна (Gambusia affinis) та вугор європейський (Anguilla anguilla).
За винятком пляжів, скелі на узбережжі є місцеям гніздування для сапсана (Falco peregrinus). Також тут зустрічаються баклан чубатий (Phalacrocorax aristotelis) і мартин сіроногий (Larus audouinii). Серед рослин, що найбільш часто зустрічаються в цій скелястій місцевості критмум морський (Crithmum maritimum) і кермекові (Limonium sp.).
На скелях і кам'яних стінах зустрічаються деякі види рептилій, зокрема гекон стінний (Tarentola mauritanica). Вздовж морського узбережжя зустрічаються полоз мавританський (Macroprotodon mauritanicus), черепаха Ґермана (Testudo hermanni) і жаба балеарська (Bufo balearicus).

## Об'єкти та послуги

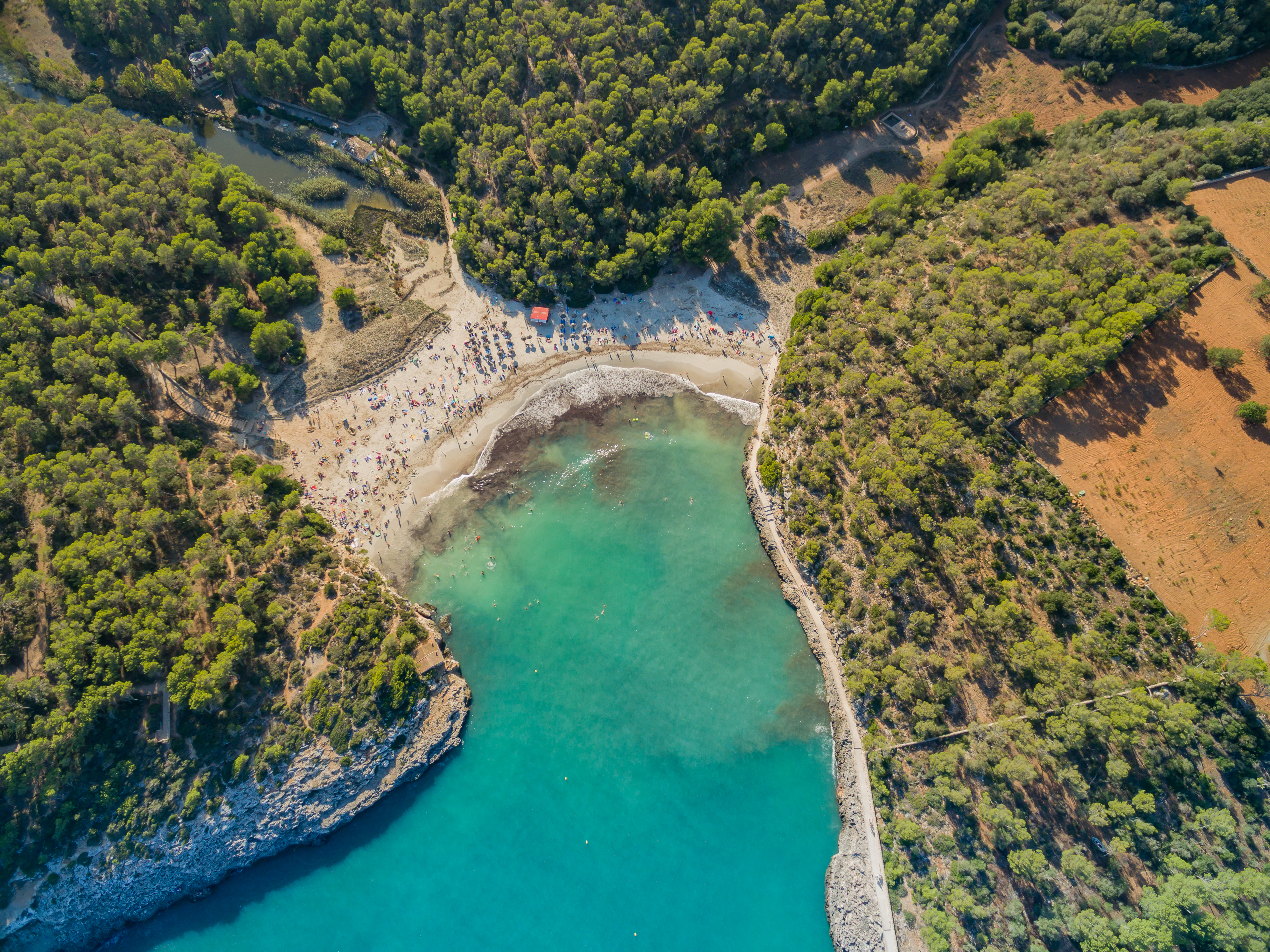
Пляж С'Амарадор

На території парку розташований готель Playa Mondrago 2*. Частиною парку є піщані пляжі С'Амарадор і Сес-Фонт-де-н'Аліс. Останній був відзначений Блакитним прапором, нагородою, своєрідним сертифікатом якості рекреаційних пляжів. Довжина пляжу сягає 150 м, ширина — 50 м.
Поруч з паркінгом пляжу Сес-Фонт-де-н'Аліс розташовані інформаційний центр та магазин, а адміністративний офіс знаходиться у муніципалітеті Сантаньї. 
На території пляжів С'Амарадор і Сес-Фонт-де-н'Аліс знаходиться громадський паркінг та зона відпочинку. Також на території парку діють громадські туалети.
У парку встановлені покажчики піших маршрутів, а також тут надаються послуги з групових турів.